# Run Hide Fight
Run Hide Fight is een Amerikaanse actiefilm uit 2020, geschreven en geregisseerd door Kyle Rankin. De hoofdrollen worden vertolkt door Isabel May, Radha Mitchell, Thomas Jane en Eli Brown. De film volgt een tienermeisje dat een groep gegijzelden op een highschool redt van schoolschutters.
De film ging in première tijdens het Filmfestival van Venetië op 10 september 2021 en werd uitgebracht door The Daily Wire in Noord-Amerika op 14 januari 2021.

## Verhaal
Het zeventienjarige meisje Zoe Hull worstelt met de dood van haar moeder. Met haar vader Todd heeft ze een haat-liefdeverhouding. Tijdens de laatste weken van haar examenjaar wordt de school van Zoe opgeschrikt door vier gewapende jongeren die leerlingen van de school gijzelen. Zoe besluit om terug te vechten tegen de gijzelaars. 

## Rolverdeling
| Acteur             | Personage          |
| ------------------ | ------------------ |
| Isabel May         | Zoe Hull           |
| Radha Mitchell     | Jennifer Hull      |
| Thomas Jane        | Todd Hull          |
| Eli Brown          | Tristan Voy        |
| Olly Sholotan      | Lewis Washington   |
| Britton Sear       | Chris Jelick       |
| Cyrus Arnold       | Kip Quade          |
| Catherine Davis    | Anna Jelick        |
| Treat Williams     | Sheriff Tarsy      |
| Barbara Crampton   | Mrs. Jane Crawford |
| Cindy Vela         | Ms. Nunez          |
| Tom Williamson     | Mr. Coombs         |
| Joel Michaely      | Mr. Yates          |
| Kenneisha Thompson | Monique Williams   |
| Shelby Mayes       | Cora Brenner       |
| Nate Boyer         | Commandant Riggins |
| Corin Nemec        | Politieagent       |
| Bryan Massey       | Gymleraar          |

## Productie
In december 2019 werd bekend dat Thomas Jane, Radha Mitchell, Isabel May, Eli Brown, Olly Sholotan, Treat Williams, Barbara Crampton, Cyrus Arnold, Britton Sear en Catherine Davis zich bij de cast van de film hadden gevoegd, met Kyle Rankin als regisseur. De opnames vonden vijf weken lang plaats in Red Oak in de staat Texas. Run Hide Fight had een budget van 1.5 miljoen dollar.
In de openingsscene van de film jaagt hoofdpersonage Zoe Hull met haar vader op een ree. Deze bevatte echte beelden van een ree die werd neergeschoten en dit werd ontmoedigd door American Humane. SAG-AFTRA stelde dat geen sprake was van specifieke overtredingen en dat de jager die het schot nam als professioneel jager anders ook wel op het dier had geschoten.

## Release
De première van "Run Hide Fight" vond plaats tijdens het Filmfestival van Venetië op 10 september 2020.
The Daily Wire verkreeg in Noord-Amerika de rechten van de film en bracht deze op 14 januari 2021 uit.